# Franciszek Leja
Franciszek Leja (ur. 27 stycznia 1885 w Grodzisku Górnym, zm. 11 października 1979 w Krakowie) – polski matematyk, jeden z czołowych przedstawicieli krakowskiej szkoły matematycznej.

## Życiorys
Urodził się w wielodzietnej rodzinie (miał sześcioro rodzeństwa) we wsi Grodzisko Górne. W latach 1896–1904 uczęszczał do Gimnazjum w Jarosławiu (obecnie I Liceum Ogólnokształcące im. Mikołaja Kopernika w Jarosławiu). W latach 1904–1909 studiował na Wydziale Filozoficznym Uniwersytetu Lwowskiego. W 1909 uzyskał dyplom nauczyciela matematyki i fizyki szkół średnich. W kwietniu 1910 otrzymał skierowanie do pracy w IV Gimnazjum w Krakowie, a w czerwcu 1911 do Gimnazjum w Bochni.
Dzięki stypendium Akademii Umiejętności podjął w 1912 dalsze studia w Paryżu. Wiosną 1913 odwiedził także Londyn. Był członkiem Drużyn Bartoszowych i żołnierzem Legionów Polskich w 1914/15. Po powrocie z Legionów Polskich dostał posadę w V Gimnazjum w Krakowie oraz – na wniosek Kazimierza Żorawskiego – został asystentem (pół etatu) w Katedrze Matematyki Uniwersytetu Jagiellońskiego. W 1916 obronił pracę doktorską, której promotorem był Kazimierz Żorawski. Po habilitacji w 1922 przyjął propozycję pracy na Politechnice Warszawskiej w 1923. Po przejściu Stanisława Zaremby na emeryturę w 1934, władze Uniwersytetu Jagiellońskiego zaprosiły Franciszka Leję do objęcia wakującej katedry, którą objął po powrocie do Krakowa w 1936.
W dniu 6 listopada 1939 znalazł się wśród aresztowanych w Sonderaktion Krakau i został wywieziony do obozu w Sachsenhausen. Do Krakowa z obozu wrócił w maju 1940. Nie mając środków do życia wyjechał z Krakowa do rodzinnego Grodziska Górnego, gdzie przebywał w latach 1940–1945 i m.in. pisał podręczniki. W styczniu 1945 zgłosił się do pracy na Uniwersytecie Jagiellońskim i zajął się organizacją Instytutu Matematyki, a także uruchomieniem Oddziału Krakowskiego Polskiego Towarzystwa Matematycznego. Był jednym z założycieli PTM w 1919, a później jego prezesem (1963–1965). Od 1931 był członkiem Towarzystwa Naukowego Warszawskiego. Po powstaniu Państwowego Instytutu Matematycznego (PIM) objął w nim w 1949 kierownictwo Działu Funkcji Analitycznych.
Jego prace dotyczyły przede wszystkim teorii funkcji analitycznych. Wprowadzona przez niego metoda punktów ekstremalnych i funkcji ekstremalnych nosi obecnie jego imię. Wprowadził też do matematyki pojęcie grupy topologicznej. Jest autorem podręczników akademickich, niektóre z nich miały kilkanaście wydań, doskonalonych przez Franciszka Leję po przejściu na emeryturę w 1960. W 1963 Uniwersytet Łódzki przyznał mu tytuł doktora honoris causa.
W roku 1978 przekazał na konto Uniwersytetu Jagiellońskiego kwotę 200 tysięcy złotych z przeznaczeniem na nagrody dla wyróżniających się młodych matematyków z UJ – studentów i młodych pracowników nauki. Stypendium im. Franciszka Leji przyznawane jest do dziś, obecnie finansowane z prywatnych darowizn.
Zmarł 11 października 1979 w Krakowie. Zgodnie ze swą wolą został pochowany na cmentarzu w Grodzisku Dolnym.

## Publikacje
- Rachunek różniczkowy i całkowy ze wstępem do równań różniczkowych (1947, wyd. 16 – 1979)
- Teoria funkcji analitycznych (1957)
- Funkcje zespolone (1967, wyd. 5 – 1979)
- Geometria analityczna (1954, wyd. 10 – 1977)

## Ordery i odznaczenia
- Krzyż Komandorski z Gwiazdą Orderu Odrodzenia Polski (1970)[8]
- Krzyż Komandorski Orderu Odrodzenia Polski (1959)[2]
- Krzyż Oficerski Orderu Odrodzenia Polski (28 września 1954)[9]
- Medal 10-lecia Polski Ludowej (15 stycznia 1955)[10]
- Złota Odznaka „Za Pracę Społeczną dla miasta Krakowa” (27 października 1969)[11]

## Upamiętnienie
Jego imię nosi Zespół Szkół w Grodzisku Górnym. Na mocy uchwał Rady Miasta Jarosławia z 2006 i 2011 jedna z ulic w tym mieście nosi nazwę Profesora Franciszka Lei. Wymieniony w książce Marka Krajewskiego pt. Głowa Minotaura.